# Шех
Шех (узб. Shayx, Шайх) — міське селище в Узбекистані, в Мубарецькому районі Кашкадар'їнської області.
Населення 0,74 тис. мешканців (1986).
Статус міського селища з 2009 року.